# Songs of Our Soil
Songs of Our Soil es el cuarto álbum del cantante country Johnny Cash lanzado en septiembre de 1959 y reeditado en agosto de 2002 con 2 canciones extras.

## Canciones
1. Drink to Me– 1:54
2. Five Feet High and Rising– 1:46
3. The Man on the Hill– 2:09
4. Hank and Joe and Me– 2:13
5. Clementine– 2:30
6. Don't Step on Mother's Roses– 2:34
7. Great Speckled Bird– 2:09
8. I Want to Go Home– 1:58
9. The Caretaker– 2:06
10. Old Apache Squaw– 1:46
11. My Grandfather's Clock– 2:45
12. It Could Be You (Instead of Him)– 1:50

## Extras
1. I Got Stripes– 2:05
2. You Dreamer You– 1:49

## Personal
- Johnny Cash - Guitarra, vocalista
- Al Casey - Guitarra
- Luther Perkins - Guitarra eléctrica
- Marshall Grant - Bajo Guitarra
- Marvin Hughes - Piano
- Morris Palmer - Percusión

## Popularidad
Canciones - Billboard (América del Norte)
| Año  | Canción                   | Tabla             | Posición |
| ---- | ------------------------- | ----------------- | -------- |
| 1959 | Five Feet High and Rising | Canciones Country | 14       |
| 1959 | Five Feet High and Rising | Canciones Pop     | 76       |